# 바스코 누녜스 데 발보아

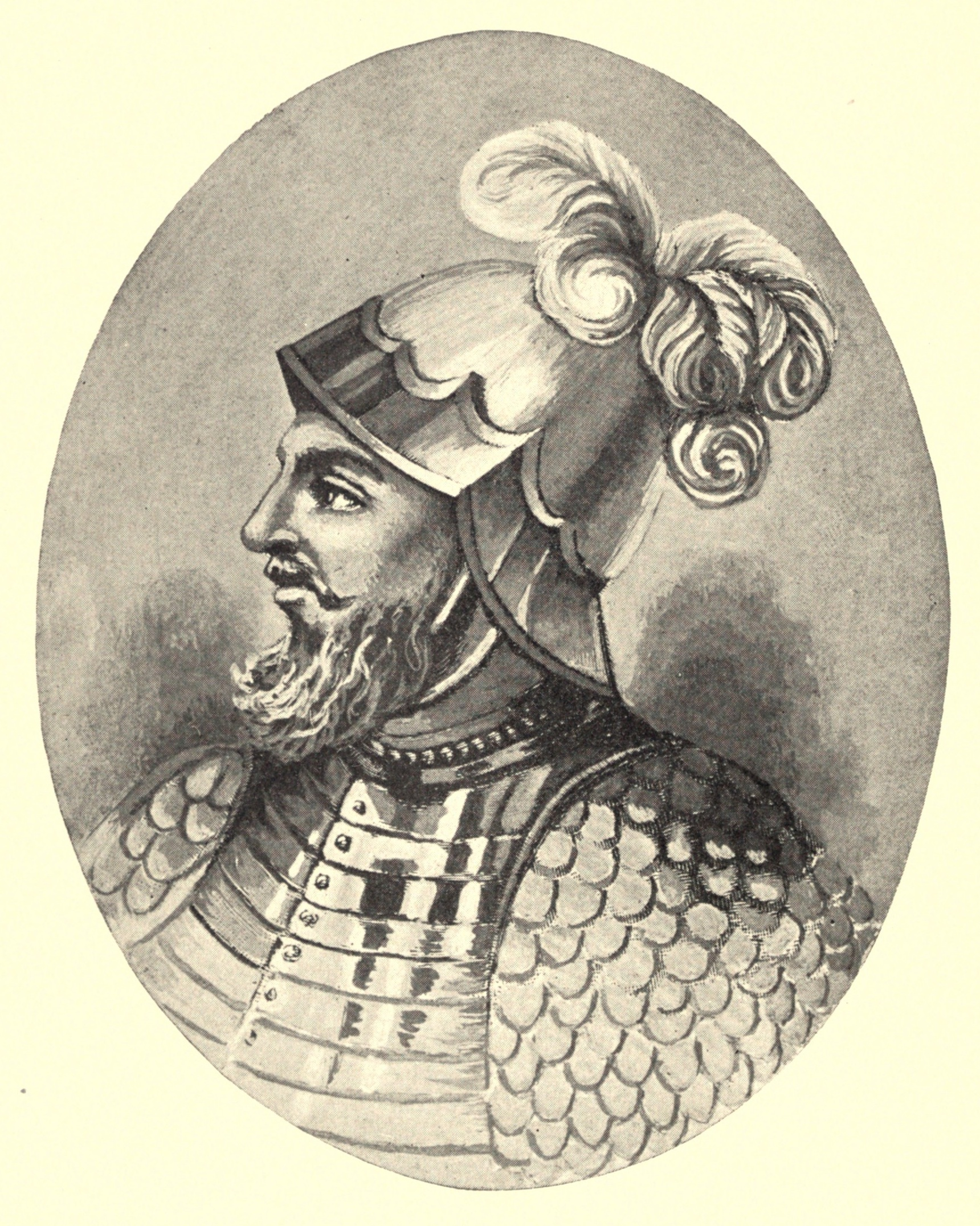
바스코 누녜스 데 발보아

바스코 누녜스 데 발보아(스페인어: Vasco Núñez de Balboa, 1475년 에스트레마두라 지방 바다호스도 ~ 1519년 1월 12일 - 1월 21일경)는 대항해시대의 에스파냐 탐험가, 정복자이다. 1513년 9월 25일에 유럽인으로는 최초로 태평양을 발견했다.

## 탐험 초기
발보아에 대해 알려진 것은 거의 없다. 그가 신대륙으로 건너온 동기조차 불분명하다. 발보아는 1509년 파나마에 상륙한다. 풍토병과 식량부족으로 원정대가 허덕일 때, 발보아는 원주민 부락을 습격하는 것을 주도해 사람들의 지지를 얻었고, 무능한 총독을 쫓아낸 뒤 총독이 되었다.

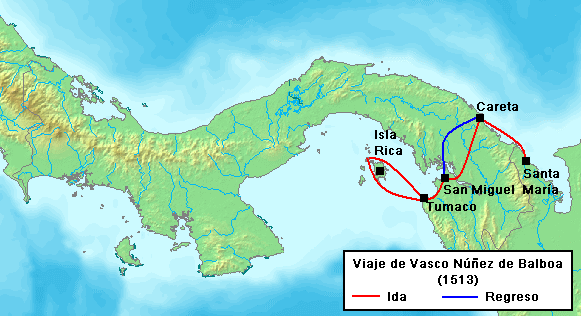
발보아의 탐험루트.

발보아는 다른 정복자들과 다를 바 없이 학살하고, 원주민을 고문하였다. 그러나 코마그레라는 인디언 부족을 습격하고 그곳의 추장과 이야기를 나눈 후부터 태도가 바뀌어 학살을 멈추고 원주민과 협력했다. 그 당시 무슨 이야기를 했는지는 알 수 없고 무슨 이유로 갑자기 신사적인 사람이 되었는지에 대해서도 양심의 가책, 원주민과의 현실적 협력 등 여러 가지 설만 분분할 뿐 확실한 것은 없다.

## 태평양 발견

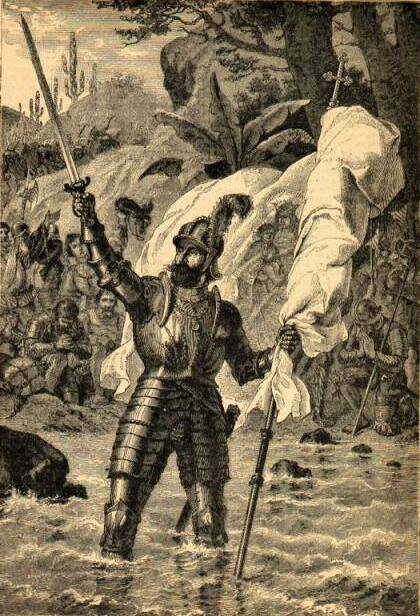
바스코 누녜스 데 발보아

발보아의 쿠데타로 쫓겨났던 전임 총독과 부하들은 왕에게 발보아가 반역죄를 저질렀다고 고발했다. 발보아는 본국으로 돌아가 사형당할 바에야 정글에서 객사하는 편이 났다고 생각해 '시누스 마그누스'(태평양)을 찾아나서는 모험을 떠난다. 마침내 1513년, 원주민의 도움을 받아 발보아는 태평양에 도착했고, 그 이름을 남쪽 바다(Mar del Sur)라고 붙였다.
콜럼버스가 신대륙을 인도라고 생각한 것처럼, 발보아 역시 태평양을 작은 만으로만 생각했다.

## 참수형을 당했다.
발보아가 태평양을 발견하자 사형은커녕 오히려 그의 인기가 오르기 시작했다. 그때 신임 총독으로 온 페드로 아리아스는 발보아의 인기에 지위를 위협받는다고 생각해 발보아에게 협력한 원주민들을 모두 죽이고 학살을 자행했다. 발보아는 어떻게든 막아보려 했지만 소용이 없었다. 결국 발보아는 1519년, 프란시스코 피사로에 의해 압송되어 누명을 쓰고 교수형당했다.

## 참고 서적
- 《판타지 라이브러리》34권 대항해시대, ISBN 978-89-7527-583-8.

## 같이 보기
- 대항해시대